# Château de Bord-Peschin
Le château de Bord-Peschin, appelé aussi simplement château de Bord, est un château fort situé à Doyet, en France.

## Localisation
Le château est situé sur le territoire de la commune de Doyet, dans le département de l'Allier en région Auvergne-Rhône-Alpes, à 3 km à l'ouest du bourg. Il domine le vallon de l'Œil.

## Description
L'édifice est constitué de deux corps de logis enfermant une cour carrée, elle-même entourée de douves. Un pont en pierre remplace certainement un ancien pont-levis. Une seconde série de douves enfermait l’ensemble à 100 m du château. La tour d’entrée, aboutissement du pont, marque une séparation entre les deux parties du château. La partie nord comporte le corps de logis.
Édifice fortifié du XVe siècle-XVIe siècle entouré à l'origine de trois rangs de fossés et accessible par un pont-levis sur le fossé intérieur.

## Historique
L'édifice est inscrit partiellement au titre des monuments historiques  par arrêté du 30 janvier 1986.